# Villafranchium
Das Villafranchium ist eine regionale Landsäugetierstufe im terrestrischen Neogen Europas (Piacenzium, Gelasium und Calabrium – Oberes Pliozän und Unteres Pleistozän). Es entspricht in etwa dem Zeitraum 3,5 bis 0,9 Millionen Jahre BP. Für die Stufe kennzeichnend sind mehrere drastische Faunenwechsel und die damit zusammenhängenden radiativen Ausbreitungsbewegungen.

## Geschichte und Typlokalität
Der Begriff Villafranchium wurde im Jahr 1865 von Lorenzo Pareto zum ersten Mal wissenschaftlich benutzt. Er bezeichnete mit diesem Terminus Fossilfunde, die er in Seesedimenten im nördlichen Apennin bei Villafranca d’Asti im italienischen Piemont gemacht hatte. Später dehnte er den Begriff auch auf Säugetierfunde im Arnotal der Toskana aus. Seitdem hat sich der Begriff Villafranchium vorwiegend unter Italienischen, französischen und schweizerischen Geologen eingebürgert, leider wird der Terminus oft aber etwas ungenau gehandhabt. Streng genommen wird das Villafranchium durch Rüsseltier-Faunengemeinschaften gekennzeichnet, die mit großen Bovidae, Cervidae und Equidae assoziiert sind.
Ursprünglich wurde angenommen, dass das Villafranchium dem Oberen Pliozän entspricht. So setzte beispielsweise Maurice Gignoux im Jahr 1916 das Villafranchium seinem neu geschaffenen Calabrium gleich. Im Jahr 1948 einigte man sich auf dem International Geological Congress, das Calabrium (und damit das Villafranchium) an die Basis des Pleistozäns zu stellen. Erst 1963 wurde erkannt, dass die Faunengemeinschaften des Villafranchiums sehr heterogen zusammengesetzt sind und überdies einen Großteil des Pliozäns und des Pleistozäns in Anspruch nehmen.
Aufgrund seiner recht langen Zeitdauer unterteilte Augusto Azzaroli 1977 das Villafranchium in sechs Faunenstufen, die teilweise durch bedeutende evolutionäre Umwälzungen definiert werden können.

## Stratigraphie
Die Faunenstufen des Villafranchiums folgen auf die Faunengemeinschaften des vorausgehenden Rusciniums. Sie werden ihrerseits von den Faunengemeinschaften des Galeriums abgelöst. Im Gegensatz zum Villafranchium, dessen Taxa sämtlich ausgestorben sind, enthält das Galerium bereits Faunenelemente, die auch heute noch vorhanden sind.
Das Villafranchium erstreckt sich über die Landsäugetierzonen MN 16, MN 17 und den untersten Abschnitt von MN Q 1.
Das Villafranchium gliedert sich intern wie folgt (von jung nach alt):
- Oberes Villafranchium
  - Faunengemeinschaften des ausgehenden Villafranchiums
  - Tasso-Faunengemeinschaft
  - Olivola-Faunengemeinschaft
- Mittleres Villafranchium
  - Tegelen-Faunengemeinschaft
  - Saint-Vallier-Faunengemeinschaft
- Unteres Villafranchium
  - Montopoli-Faunengemeinschaft
  - Triversa-Faunengemeinschaft

## Alter und zeitliche Äquivalente
Der Triversa-Faunengemeinschaft kann als Basis des Villafranchium indirekt ein Alter von rund 3,5 Millionen Jahren BP zugewiesen werden. Die Triversa-Faunengemeinschaft verzahnt nämlich seitlich in litoralen Sedimenten, die den datierbaren Übergang der Foraminiferentaxa Globorotalia puncticulata – Globorotalia crassaformis dokumentieren.
Relativ stark streuende Absolutalter wurden für äquivalente französische Faunengemeinschaften ermittelt. So ergaben die Fundstätten Vialette und Les Etouaires Alter zwischen 3,3 und 2,6 Millionen Jahren BP.
Die Typlokalität in Villafranca d’Asti erbrachte ihrerseits ein paläomagnetisch bestimmtes Alter von 3,05 bis 3,01 Millionen Jahren BP.
Die Faunengemeinschaften des jüngsten Villafranchiums wurden in der Umgebung von Rom auf etwa 0,9 bis 1,0 Millionen Jahre BP datiert. Sie finden sich hier am oberen Ende des Calabriums unterhalb des  markanten Cassium-Erosionshorizonts. Vergleichbare Faunengemeinschaften im Donauraum lagern direkt unterhalb der Jaramillo-Polaritätsumkehr und sind somit 1,07 Millionen Jahre alt.
Das Villafranchium überdeckt folglich den Zeitraum 3,5 bis 1,0 Millionen Jahre BP, d. h. Piacenzium bis Oberes Calabrium.

## Unteres Villafranchium

### Triversa-Faunengemeinschaft
Der Übergang vom Ruscinium zur Triversa-Faunengemeinschaft des Unteren Villafranchiums – auch als Leptobos-Ereignis bezeichnet – ging mit einschneidenden faunistischen Änderungen vor sich. Beispielsweise wurden die Antilopentaxa Alephis und Parabos von der evolutiv fortgeschrittenen Art Leptobos verdrängt. Die Cervidae des Rusciniums waren mit Ausnahme von Croizetoceros ramosus kleinwüchsige Formen. Im beginnenden Villafranchium gewann die Cervidenfauna an Artenvielfalt, es erschienen jetzt höher entwickelte, großwüchsige Formen wie Cervus pardinensis, Cervus perrieri und Arvernoceros ardei. Croizetoceros ramosus hielt sich bis ins Villafranchium und konnte weiterentwickelte  Unterarten ausbilden. Bei den Perissodactyla wurde der wuchtige Stephanorhinus megarhinus von den schlankeren Stephanorhinus miguelcrusafonti und Stephanorhinus jeanvireti abgelöst. Bei den Canidae folgte auf Nyctereutes donnezani aus dem Ruscinium das Taxon Nyctereutes megamastoides.
Zum ersten Mal traten jetzt Großraubtiere auf, darunter Acinonyx, Chasmaporthetes, Homotherium und Megantereon. Ursus minimus ging wahrscheinlich aus Ursus ruscinensis hervor. Erstmals erschien auch Lepus in Europa.
Die Rüsseltiere erlitten offensichtlich keine größeren Veränderungen, sie zeigen nach wie vor die gleichen Taxa Anancus arvernensis und Mammut borsoni. Dasselbe gilt für Tapirus, der weiter fortbestand. Die Bestände von Hipparion gingen in Frankreich stark zurück und in Italien starb die Art völlig aus. Unter den Wiederkäuern erschien erstmals Pliotragus.
Die Einwanderung derart vieler neuer Taxa lässt eine klimatische Änderung vermuten. Das Vorkommen von Acinonyx und Pliotragus deutet hierbei auf ein Zurückweichen der Waldvegetation. Dennoch blieben die Temperaturen wie im vorangegangenen Ruscinium weiterhin warm. Eine deutliche zwischenzeitliche Verschlechterung sollte jedoch im Zeitraum 3,2 bis 3,1 Millionen Jahren BP erfolgen.
Zur Triversa-Faunengemeinschaft gehörende Fundstätten sind neben der Typlokalität die Vorkommen Layna und Villaroya in Nordspanien sowie Les Etouaires und Vialette in Frankreich.

### Montopoli-Faunengemeinschaft
Die Montopoli-Faunengemeinschaft setzte mit einer scharfen Zäsur ein, dem Elefanten-Equus-Ereignis. Bemerkenswerte Neuerscheinungen waren der primitive Elefant Archidiskodon gromovi, der große, monodaktyle Equide Equus livenzovensis, eng verwandt mit Equus stenonis und dem amerikanischen Taxon Equus simplicidens, sowie der Cervide Eucladoceros. Typische Waldbewohner wie Mammut, Tapirus, Sus minor und Ursus minimus verschwanden.
Die neu erschienenen Taxa sprechen für eine offene Parklandschaft oder Savanne.
Altersbestimmungen für die Montopoli-Faunengemeinschaft und deren Äquivalente bewegen sich in der Nähe der Gauß-Matuyama-Polaritätsumkehr und ergeben in etwa 2,6 bis 2,5 Millionen Jahre BP.
Die Montopoli-Faunengemeinschaft umfasst neben der Typlokalität Montopoli im unteren Arnotal die Fundstätten Rincón in Spanien, Roca Neyra im französischen Massif Central, Tegelen in den Niederlanden und  Red Crag bei Walton-on-the-Naze in England.

## Mittleres Villafranchium
Der Übergang zum Mittleren Villafranchium erfolgte ohne größere Einschnitte, die auftretenden Taxa sind ihren Vorgängern sehr ähnlich, zeigen aber mehr abgeleitete Wesensmerkmale.

### Saint-Vallier-Faunengemeinschaft
Bei den Rüsseltieren folgte auf Mammuthus gromovi ein dem Mammuthus meridionalis nahestehendes Taxon mit ähnlichen Zähnen aber wesentlich primitiverem Schädelbau. Cervus pardinensis wich Cervus rhenanus (bzw. Cervus philisi), Croizetoceros ramosus ramosus wurde in Frankreich von Croizetoceros ramosus medius und Croizetocerus ramosus minor und in Spanien von Croizetoceros pueblensis verdrängt. Cervus perrieri und Arvernoceros ardei traten nicht mehr auf. Eucladoceros tegulensis war möglicherweise aus dem primitiveren Eucladoceros falconeri hervorgegangen. Stephanorhinus jeanvireti wurde von dem kleineren Taxon Stephanorhinus etruscus ersetzt. Neu eingewanderte Taxa finden sich in der Saint-Vallier-Faunengemeinschaft nur recht selten, darunter vorwiegend Boviden wie Gallogoral meneghinii und Gazellospira torticornis sowie der mittelgroße Felide Viretailurus schaubi.
Zur Saint-Vallier-Faunengemeinschaft gehören neben der Typlokalität Saint-Vallier im Département Drôme mit ihren verhärteten Lößablagerungen die Fundstätten Chilhac, La Roche-Lambert, Le Coupet, Saint-Vidal und Senèze (alle im Massif Central) sowie La Puebla de Valverde in Spanien.
Absolute Altersdatierungen ergaben für die Fundstätte Chilhac ein Mindestalter von 1,9 Millionen Jahren BP. und für die Fundstätte Senèze rund 2 Millionen Jahre BP.

### Tegelen-Faunengemeinschaft
Die Tegelen-Faunengemeinschaft setzt sich aus folgenden Taxa zusammen: Anancus arvernensis, Mammuthus meridionalis, Tapirus arvernensis, Stephanorhinus etruscus, Equus bressanus, Leptobos sp., Eucladoceros ctenoides, Cervus rhenanus, Sus strozzii, Ursus etruscus, Enhydrictis ardea, Pannonictis pliocaenica, Pachycrocuta perrieri, Panthera gombaszoegensis, Castor fiber, Trogontherium boisviletti, Mimomys pliocaenicus, Mimomys newtoni und Macaca sylvana florentina.
In der San-Giacomo-Fundstätte bei Anagni finden sich zusätzlich Croizetoceros ramosus, Gazella borbonica, Equus stenonis und Mammuthus meridionalis.
Die klimatischen Bedingungen waren zu Beginn der Tegelen-Faunengemeinschaft gemäßigt, erfuhren aber dann eine Verschlechterung (Abkühlung). Im Endabschnitt erfolgten mehrfache Oszillationen von gemäßigt zu kühl.
Für die dem Tiglium äquivalente Tegelen-Faunengemeinschaft wurde von Zagwijn der Zeitraum 2,2 bis 1,7 Millionen Jahre ermittelt.

## Oberes Villafranchium
Der Übergang zum Oberen Villafranchium wird erneut durch einen markanten, faunistischen Einschnitt gekennzeichnet, dem so genannten Wolf-Ereignis.

### Olivola-Faunengemeinschaft
Mit der Olivola-Faunengemeinschaft, benannt nach der Olivola-Fundstätte in der nordwestlichen Toskana, verschwanden Nyctereutes, Gazella, Leptobos stenometopon, Cervus rhenanus und Eucladoceros tegulensis. Gleichzeitig erfolgte in Europa die massive Ausbreitung des Wolfs (Canis etruscus), aber auch von Pachycrocuta brevirostris, Panthera toscana und Leptobos etruscus. Eucladoceros dicranios und Dama nestii waren sehr wahrscheinlich evolutive Neuformen. Die Elefanten wurden von Mammuthus meridionalis meridionalis repräsentiert. Das Taxon Anancus war ebenfalls noch gegenwärtig, verschwand aber im Verlauf des Oberen Villafranchiums.
Das Wolf-Ereignis wurde mit der Obergrenze der Olduvai-Polaritätszone in Verbindung gebracht und dürfte daher vor etwa 1,77 Millionen Jahren BP stattgefunden haben.

### Tasso-Faunengemeinschaft
Die überlagernde Tasso-Faunengemeinschaft des oberen Arnotals besteht bis auf Anancus aus denselben Faunenelementen wie die Olivola-Faunengemeinschaft. Neu hinzukamen Canis arnensis (ein primitiver Kojote), Canis falconeri, Hippopotamus antiquus (ein Verwandter des afrikanischen Hippopotamus gorgops), Leptobos vallisarni (ein enger Verwandter der Bisons, jedoch mit schlanken Gliedmaßen), Equus stehlini (wahrscheinlich ein Abkömmling des wesentlich größeren Equus stenonis) und eventuell Mimomys savini. Eucladoceros fiel gedrungen aus und Dama besaß eigenartige Wesensmerkmale.

### Faunengemeinschaft des ausgehenden Villafranchiums
Die Faunengemeinschaft des ausgehenden Villafranchiums, gelegentlich auch Farneta-Faunengemeinschaft, umfasst die Fundstätten Creux de Peyrolles, Domegliara, East Runton, Farneta, Imola, Mugello, Pirro Nord, Scopitto, Selvella, und Senèze.
Ihre etwas lückenhaft dokumentierte Zusammensetzung lässt sich wie folgt skizzieren: Der Südelefant Mammuthus meridionalis entwickelte verschiedene Unterarten wie M. m. cromeriensis in England, M. m. tamanensis in Südrussland und M. m. vestinus in Italien. Diese sehr großen Formen waren möglicherweise evolutive Sackgassen. Eucladoceros bildete ebenfalls Großformen (Eucladoceros dicranios und Eucladoceros tetraceros). Vorhanden waren ferner noch Leptobos etruscus, Leptobos vallisarnis, Cervalces gallicus sowie Equus bressanus, ebenfalls eine Großform und Vorläufer von Equus süssenbornensis.
Die Faunengemeinschaft des ausgehenden Villafranchiums ist zwischen 0,8 und 1,0 Millionen Jahre BP alt.